# Calilestes pallidistigma
Calilestes pallidistigma är en trollsländeart som beskrevs av Fraser 1926. Calilestes pallidistigma ingår i släktet Calilestes och familjen Megapodagrionidae. Inga underarter finns listade i Catalogue of Life.